# Absolution collective
Dans l'Église catholique, l'absolution  collective est une forme exceptionnelle que peut prendre le sacrement de réconciliation. Elle prévoit le pardon collectif des péchés véniels des fidèles rassemblés pour une célébration commune. Elle est théoriquement établie pour les temps de grave difficulté, par exemple en temps de guerre ou après une calamité. 

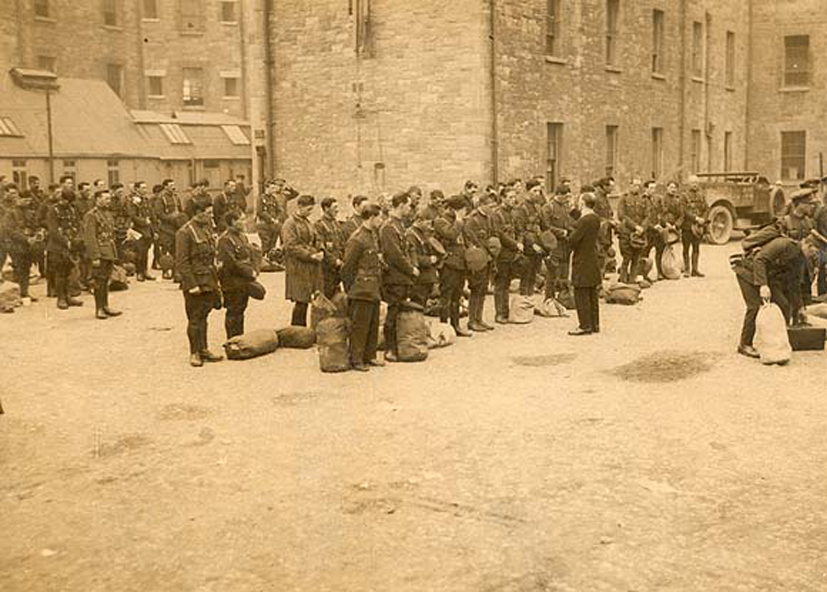
Absolution collective donnée à des soldats durant la guerre civile d'Irlande (1922)

Son utilisation de manière 'ordinaire' dans les pays occidentaux semble avoir joué un rôle dans la désaffection du sacrement de pénitence et de réconciliation. Les papes et de nombreux évêques se sont prononcés pour le retour à une forme de confession individuelle, éventuellement accompagnée d'une préparation collective.

## Mise en place: le rituel de 1973
À la suite du concile Vatican II, qui demande une participation plus communautaire aux sacrements, un certain nombre de livres liturgiques sont publiés pour adapter la forme des célébrations. En 1973 est ainsi édité le Rituel romain de la Pénitence (et en 1978 une version en français) qui prévoit trois formes de célébration du Sacrement de pénitence et de réconciliation :
- soit une célébration à deux, le prêtre et le pénitent ;
- soit une célébration préparatoire collective (notamment avant les grandes fêtes liturgiques) mais débouchant sur un aveu et une absolution individuels ;
- soit, de façon exceptionnelle, une célébration collective avec confession et absolution collectives.

Le soin de délimiter les situations ou les célébrations exceptionnelles (ou selon le mot, "extraordinaires") sont justifiées est confié aux évêques, mais le principe est de répondre à de situations matérielles délicates : catastrophes, faible nombre de prêtres en terre de mission.
Il est aussi prévu d'exclure de ce type d'absolution les fautes graves (correspondant au concept classique de péché mortel) qui demandent une absolution individuelle,.

## Impact sur l'évolution de la pratique de la confession
Dans plusieurs  provinces ecclésiastiques de l'Occident, il s'est vu une diminution très nette de l'usage du confessionnal au profit de célébrations collectives. 
Alors qu'elle devait rester exceptionnelle, l'absolution collective est devenue la forme principale de pardon. Parallèlement, les confessions se sont espacées et ont été déconnectées de la réception de l'eucharistie.
Pour une part, les célébrations collectives ont joué leur rôle, permettant une meilleure préparation communautaire et une redécouverte du sens du péché et du sacrement, rompant avec une forme de ritualisme routinier qui avait pu s'installer. Elles ont aussi permis de rapprocher du sacrement des personnes qui s'en étaient éloignées,.
Mais l'abus des célébrations d'absolution collective proprement dites est souvent dénoncé. Cette possibilité, prévue pour des circonstances exceptionnelles pose en effet un épineux problème théologique et pratique : la nécessité de repérer les « fautes graves » et de les confesser individuellement après avoir reçu une absolution collective.

## Remise en valeur de la confession individuelle
À partir du synode des évêques de 1983, le retour à la pratique de la confession individuelle (éventuellement entourée d'une célébration communautaire) est encouragé. Dans son exhortation post-synodale, le pape Jean-Paul II critique la dilution de la notion de péché personnel induite par l'abus des concepts de péché social ou de situation de péché. Pour articuler le personnel et le collectif, il indique que « l'accusation des fautes doit être ordinairement individuelle et non collective, de même que le péché est un fait profondément personnel. Mais en même temps, cette accusation arrache d'une certaine façon le péché des secrètes profondeurs du cœur et donc du cercle de la pure individualité, en mettant aussi en relief son caractère social: en effet, par l'entremise du ministre de la Pénitence, c'est la Communauté ecclésiale, lésée par le péché, qui accueille de nouveau le pécheur repenti et pardonné. ». En 2002, dans sa traditionnelle lettre envoyée aux prêtres pour le Jeudi Saint, Jean Paul II souligne de nouveau que « c'est seulement en «cas de grave nécessité» qu'il est légitime de recourir à la forme communautaire de la confession avec absolution collective. ».
Beaucoup d'évêques se sont déclarés favorables à la fin de cette pratique et à une remise en valeur des confessions avec aveu individuel des fautes. Ainsi, au Québec, Jean-Claude Turcotte, Marc Ouellet et Bertrand Blanchet ont notamment pris position en ce sens, spécialement lorsqu'il s'agit du temps de l'Avent et du temps de Pâques. Depuis, la plupart des conférences épiscopales ont mis en pratique ces recommandations, rencontrant parfois des réticences au moment d'abandonner des pratiques désormais habituelles au sein des communautés paroissiales.
Avec Benoît XVI, l'effort de redécouverte du sacrement de la réconciliation est poursuivi, c'est notamment un des thèmes forts de l'année du sacerdoce, au cours de laquelle sont mises en avant des figures de prêtres-confesseurs comme le curé d'Ars ou le Padre Pio.